# Gabriac (Lozère)
Gabriac (okzitanisch gleichlautend) ist eine französische Gemeinde  mit 102 Einwohnern (Stand: 1. Januar 2022) im Département Lozère in der Region Okzitanien (vor 2016 Languedoc-Roussillon). Sie gehört zum Arrondissement Florac und zum Kanton Le Collet-de-Dèze.
Sie grenzt im Nordwesten an Le Pompidou, im Norden an Molezon, im Osten an Sainte-Croix-Vallée-Française und im Süden und im Südwesten an Saint-André-de-Valborgne.

## Bevölkerungsentwicklung
| Jahr      | 1962 | 1968 | 1975 | 1982 | 1990 | 1999 | 2008 | 2018 |
| --------- | ---- | ---- | ---- | ---- | ---- | ---- | ---- | ---- |
| Einwohner | 120  | 107  | 102  | 107  | 102  | 97   | 107  | 100  |

## Sehenswürdigkeiten
- Burgruine
- ehemalige protestantische Kirche aus dem 19. Jahrhundert

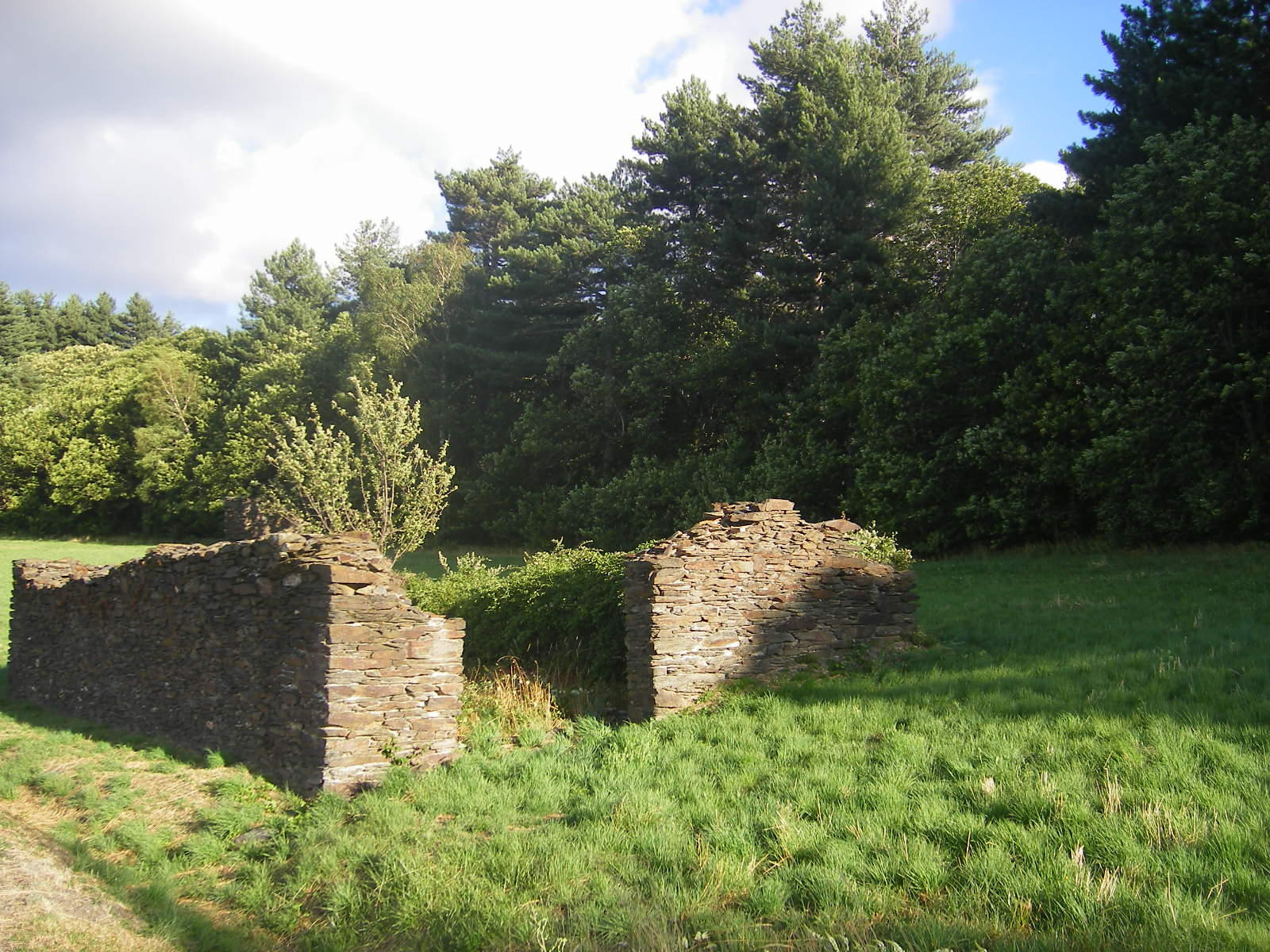
Burgruine
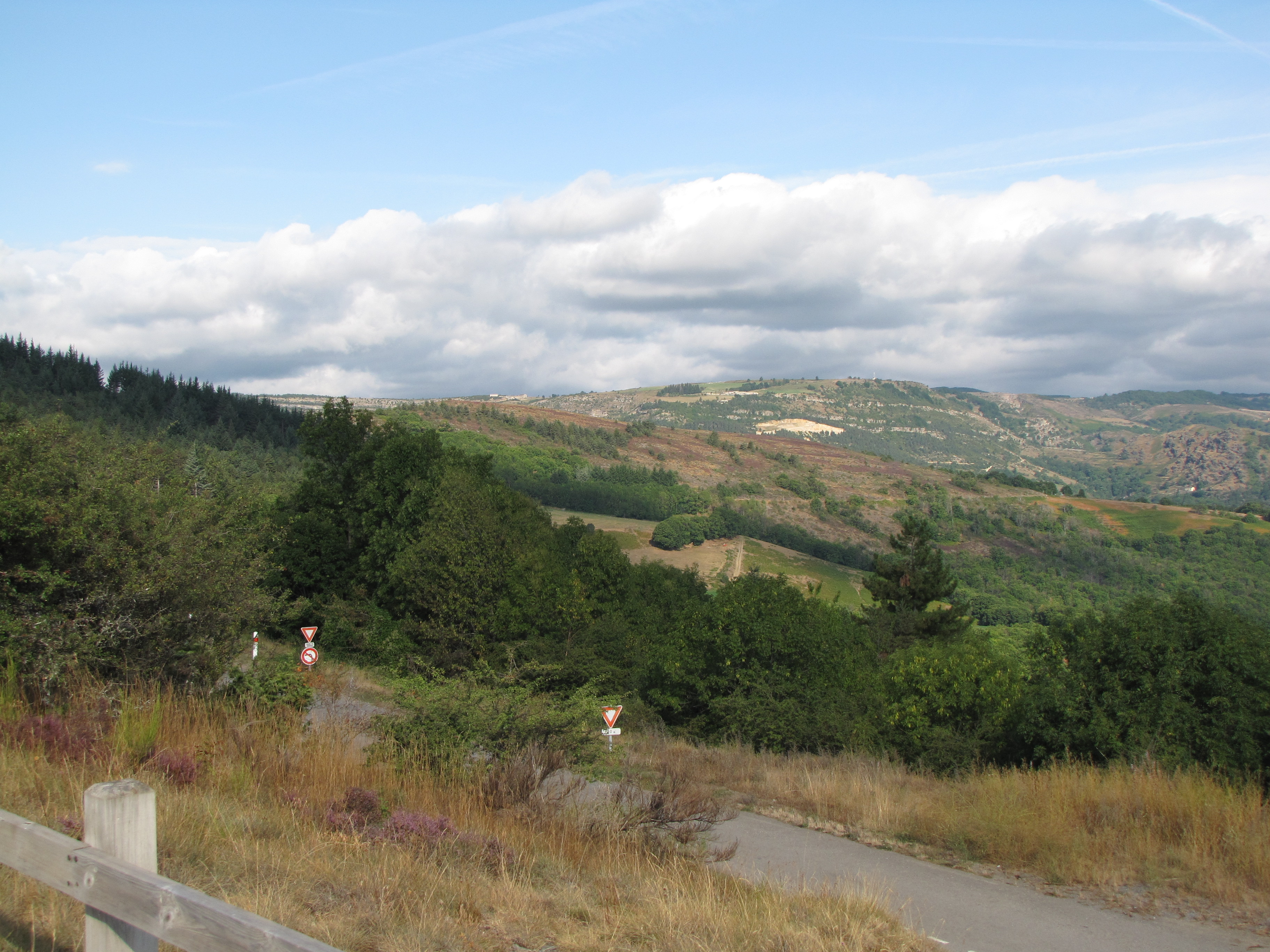
Blick in das Vallée française